# Недоступов
Недоступов — хутор в Жирновском районе Волгоградской области, в составе Красноярского городского поселения.
Население — 263 (2010)

## История
Согласно Историко-географическому словарю Саратовской губернии, составленному в 1898—1902 годах, хутор Недоступов относился к Красноярской волости Камышинского уезда Саратовской губернии. Основан в 1806 году. Хутор населяли бывшие государственные крестьяне, великороссы и малороссы. Хутор получил название по фамилии первого поселенца.
По земской переписи 1886 года земельный надел составлял 1644 десятин удобной (пашни 1129 десятин) и 140 неудобной земли. Также во владении сельского общества в общем пользовании со слободой Бородачёвой, Моисеевым и Чижовым находилось 195,5 десятин леса
С 1928 года — в составе Красноярского района Камышинского округа (округ упразднён в 1930 году) Нижне-Волжского края. С 1935 года в составе Неткачевского района Сталинградского края (с 1936 года — Сталинградской области). После упразднения Неткачевского района передан в состав Молотовского (Красноярского) района. В 1963 году в связи с упразднением Красноярского района передано в состав Жирновского района

## Физико-географическая характеристика
Хутор находится в степной местности, в пределах Доно-Медведицкой гряды Приволжской возвышенности, являющейся частью Восточно-Европейской равнины, на правом берегу реки Бурлук. Рельеф местности холмисто-равнинный. Высота центра населённого пункта — около 150 метров над уровнем моря. К северу от хутора высота местности достигает 220 и более метров над уровнем моря. Почвы — чернозёмы солонцеватые и солончаковые..
Через село проходит автодорога, связывающая посёлок Красный Яр и село Тетеревятка. По автомобильным дорогам расстояние до областного центра города Волгограда составляет 280 км, до районного центра города Жирновск — 52 км, до административного центра городского поселения рабочего посёлка Красный Яр — 14 км.
Часовой пояс
Недоступов, как и вся Волгоградская область, находится в часовой зоне МСК (московское время). Смещение применяемого времени относительно UTC составляет +3:00.

## Население
Динамика численности населения
| 1860 | 1886 | 1891 | 1894 | 1911 | 1987 | 2002 |
| ---- | ---- | ---- | ---- | ---- | ---- | ---- |
| 284  | 483  | 558  | 568  | 638  | ≈250 | 303  |

| 2010 |
| ---- |
| 263  |